# Ole Budtz
Ole Budtz (Hillerød, 20 aprile 1979) è un ex calciatore danese, di ruolo difensore.

## Carriera

### Club
Budtz cominciò la carriera con la maglia del Roskilde, per poi passare ai belgi del Cercle Bruges. Successivamente, vestì la casacca dei tedeschi del Kickers Offenbach, prima di tornare in patria e militare nelle file dell'Aarhus. Nel 2009, passò ai norvegesi del Notodden, esordendo nell'Adeccoligaen in data 30 agosto: subentrò a Kavin Bryan nel successo per 2-0 sul Moss. Fece poi ritorno in Danimarca e giocò per Brabrand, Fyn, Roskilde e Lejre.